# Infinity Bridge

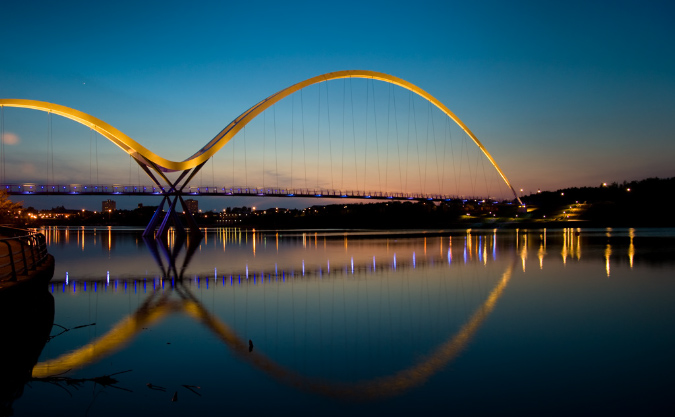
Infinity Bridge.

L’Infinity Bridge est une passerelle piétonne et cycliste au-dessus de la Tees, dans le borough de Stockton-on-Tees, dans le nord-est de l'Angleterre. Son nom provient de sa forme particulière qui se reflétant dans le cours d'eau, forme le symbole de l'infini (∞).

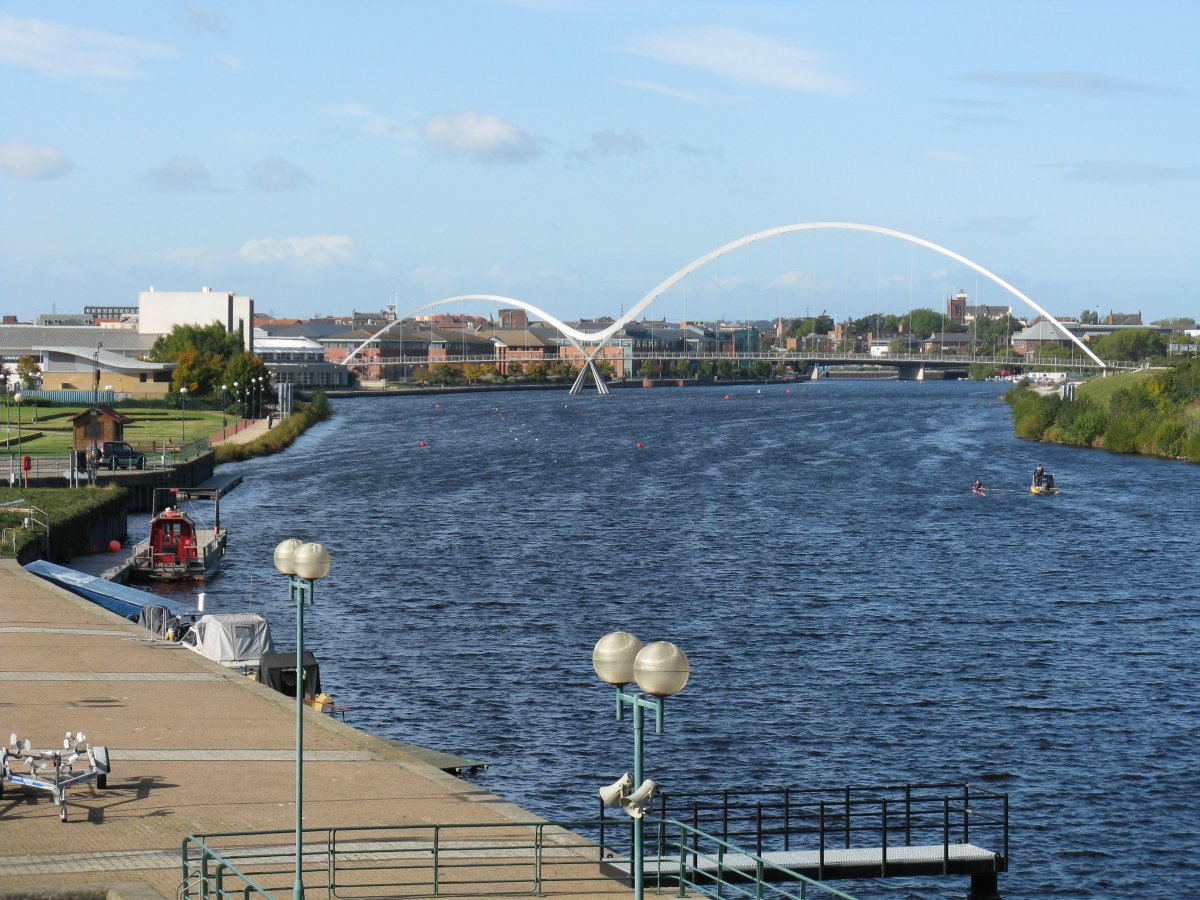
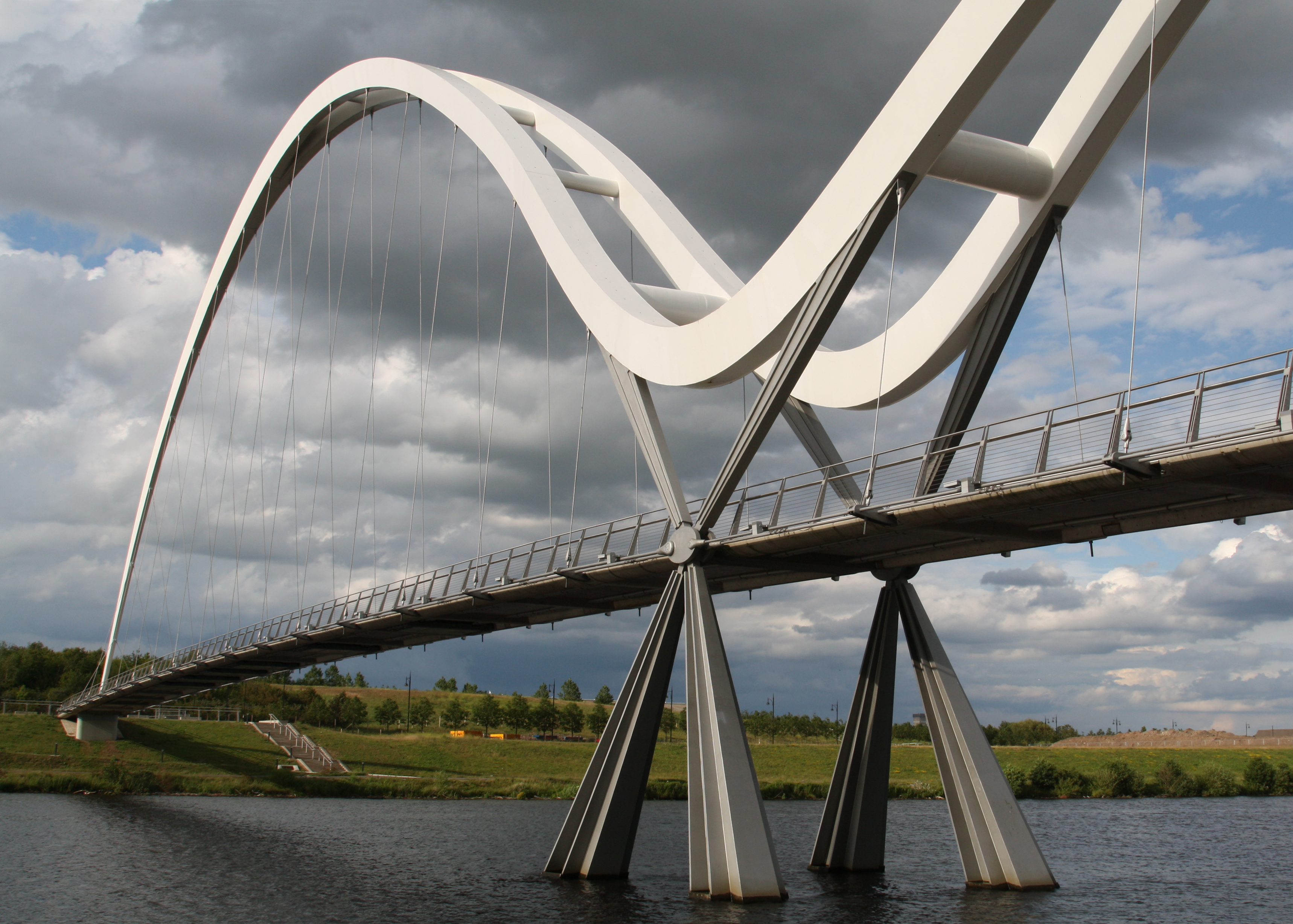